# Palazzo Filippo Lomellini
Il palazzo Filippo Lomellini è un edificio storico italiano, sito in via Paolo Emilio Bensa 1, nel centro storico di Genova. È uno dei Palazzi dei Rolli che furono designati, al tempo della Repubblica di Genova, a ospitare gli ospiti di alto rango durante le visite di stato per conto del governo genovese.

## Storia

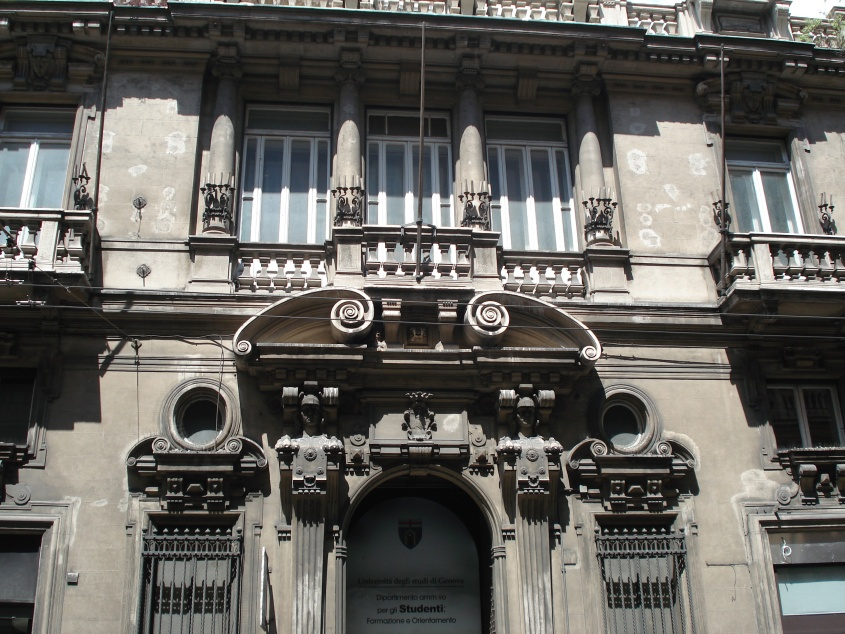
Particolare del portone di ingresso

L'edificio fu inserito nella lista dei palazzi dei rolli già nell'elenco del 1576 e in quello del 1588. Nel 1572 il palazzo risultava a Filippo Lomellini, e nel 1588 passò ad Agostino in eredità. Nel 1780 Carlo Giuseppe Ratti lo attribuiva a Vincenzo Lomellini, a cui l'estimo catastale confermava la titolarità della proprietà ancora nel 1798. Appartenente ai Lomellino (Gian Battista Lomellino) almeno fino al 1818, passò di proprietà a metà del XIX secolo al marchese Leone Doria.
Dal punto di vista architettonico, rispetto all'organismo cinquecentesco originario, a metà del XIX secolo il marchese Doria aggiunse due piani e modifica l'impianto distributivo dell'edificio, spostando l'ingresso da via Lomellini a via Paolo Emilio Bensa. In seguito a ciò, nella prima metà del XX secolo l'edificio fu oggetto, insieme con Palazzo Cristoforo Spinola, di nuovi interventi determinati dalla mutata viabilità introdotta nella zona: su Palazzo Filippo Lomellini venne realizzato il moderno avancorpo, sempre attestante su via Bensa, e sull'avancorpo di Palazzo Cristoforo Spinola, che affaccia sulla medesima via, venne realizzato nel 1930 un nuovo porticato pedonale pubblico. 
I notevoli danni della seconda guerra mondiale furono l'occasione per realizzare una ristrutturazione generale dell'impianto originario dell'edificio, leggibile soprattutto nelle parti comuni riscontrabile nell'atrio di ingresso con scalone elicoidale, e per aggiungere altri due piani (gli attuali terzo e quarto) all'impianto originario.
A partire dalla fine del Novecento e per vari lustri, l'edificio fu (insieme col contiguo Palazzo Cristoforo Spinola) interamente occupato da uffici universitari, fra cui le segreterie amministrative delle facoltà dell'Università degli Studi di Genova, quelli del Centro Servizi del sistema bibliotecario di ateneo e del dipartimento di filosofia, poi trasferitisi tra il 2015 e il 2016 presso altre sedi. Il piano terra, invece, fino al 2015 ospitò attività commerciali, poi trasferite.
Di proprietà della famiglia Cattaneo Adorno, mediante l'agenzia immobiliare SAIA SpA, si è in seguito attuato un imponente piano di restauro, per un importo di due milioni di euro, che ne ha profondamente modificato le disposizioni. Si è avuta la suddivisione dell'assetto planimetrico in 32 appartamenti, 2 locali commerciali, 26 cantine e 7 posti moto, oltre a una zona palestra. Le vendite degli immobili sono avvenute fra il 4 ottobre 2020 e il 17 febbraio 2021.
Il palazzo, differentemente da quando era locato all'Università di Genova non è aperto alle visite da parte del pubblico.

## Descrizione
L'edificio, sul fronte principale, così come nell'atrio, in parte dell'organismo distributivo e nella finitura di alcuni ambienti, presenta elementi stilistici e tipologici di gusto otto-novecentesco di matrice classicista, racchiudendo al suo interno il nucleo architettonico cinquecentesco con il suo corredo di apparati figurativi sei-settecenteschi, costituendo così un organismo architettonico di assoluta rilevanza.
L'edificio si articola su quattro piani fuori terra (numericamente computati escludendo il piano terreno ed il piano primo ammezzato), con il prospetto principale su via Bensa caratterizzato dall'avancorpo che si sviluppa sul piano terreno, sul soprastante piano ammezzato (il piano primo ammezzato) e sul primo piano (al quale si accede da quest'ultimo); da tale avancorpo, concluso da un'ampia terrazza piana con due statue di putti ed un lucernaio a copertura del primo piano e con accesso dal secondo (il piano nobile), si staglia l'originario prospetto dell'edificio cinquecentesco, visibile in particolar modo al secondo piano ed in minor misura ai livelli superiori (piani terzo e quarto) per le opere di sopraelevazione successive. L'edificio, a differenza di Palazzo Cristoforo Spinola, non dispone di un piano interrato.
L'articolazione degli interni, dalle cui caratteristiche costruttive e di finitura è possibile comprendere i vari momenti costruttivi, risulta particolarmente complessa: da un atrio rettangolare, al quale si accede da un ricco portale d'ingresso con architrave a volte sorretto da talamoni, si entra in un ulteriore vestibolo a pianta ellittica dal quale parte la scala che conduce al primo piano ammezzato. Questa prima rampa, caratterizzata da un ricco parapetto in marmo, conduce ad un primo ballatoio: a destra si accede ai locali dell'avancorpo (piano primo ammezzato e primo piano), mentre a sinistra si sale su una scala con rampa rettilinea, coperta da volta a botte e che costituiva molto presumibilmente il più antico impianto distributivo, per mezzo della quale si giunge al primo piano, dove si incontra un ulteriore vestibolo illuminato da tre grandi finestre ad arco e coperto da volta a padiglione e dal quale, proseguendo su un'ulteriore scala ad "L" caratterizzata da un primo monumentale parapetto con colonnine in marmo, si sale al secondo piano (piano nobile) con una lunga rampa rettilinea nuovamente coperta da volta a botte. II terzo ed il quarto piano, in quanto frutto delle sopraelevazioni Otto-Novecentesche, sono serviti da un sistema distributivo semplificato nelle forme e nelle dimensioni, con una scala a quattro rampe, molto più semplice (con alzate e pedate in marmo bianco e ringhiera in ferro battuto), ma non per questo priva di una certa eleganza.
I locali del piano terreno che affacciano sull'avancorpo di via Bensa, adibiti fino al 2015 ad esercizi commerciali, presentano finiture di minor pregio, collocandosi all'interno di una fase costruttiva più recente, così come quelli del piano immediatamente superiore (piano primo ammezzato), dove tuttavia le parti comuni presentano elementi di finitura di elevata qualità costruttiva e maggior pregio, in particolare gli elementi distributivi (rivestiti di marmo) e le scale secondarie (che collegano il primo piano ammezzato ed il primo piano all'interno dell'avancorpo su via Bensa), caratterizzate da parapetti in ferro battuto con elementi di ottone di raffinata eleganza.
Al primo piano si segnalano le originarie porte (presumibilmente risalenti al XVIII secolo), i pavimenti con le tradizionali graniglie genovesi (anch'esse presumibilmente risalenti agli interventi Sette-Ottocenteschi) nonché, per gli ambienti all'interno degli spazi più antichi, di notevoli volte a padiglione.
Al secondo piano si trovano gli ambienti più antichi e pregiati: in particolare, il grande salone con gli affreschi di Gerolamo Piola raffiguranti il Mito di Venere con le riquadrature di Tommaso Aldrovandini, che costituiscono elementi decorativi di assoluto rilievo a testimonianza della ricchezza del palazzo, ed un altro ambiente di notevole pregio con un apparato decorativo plastico, risalente alla seconda metà del XVlII secolo e riconducibile ad Emanuele Andrea Tagliafichi, costituito da cinque tele organicamente collocate all'interno della composizione: al centro della volta è posta la tela raffigurante Rebecca al Pozzo, opera di Giovanni Andrea Carlone; su una delle pareti, due ovali en pandant raffiguranti Ritratto del giovane Re Luigi XIV e Ritratto di Maria Teresa di Spagna, consorte di Luigi XIV, di scuola francese, ed avvicinabili ai modelli di Hyacinthe Rigaud e François de Troy; il Ritratto di Gentiluomo a figura intera con cavallo e servitore attribuibile a Domenico Piola, di notevole interesse; infine, attribuibile a Casa Piola, la tela ovale raffigurante l'Allegoria dell'Astrologia.
Al terzo piano, gli ambienti presentano dimensioni ed altezze minori, o riconducibili all'originario piano secondo ammezzato dell'organismo cinquecentesco oppure alle successive sopraelevazioni, ma in alcuni di essi sono tuttora leggibili decorazioni pittoriche sui soffitti, sulle pareti e sulle porte di matrice sette-ottocentesca, con figure a grottesche con putti e festoni.
Il quarto piano, un attico circondato da terrazza, presenta elementi costruttivi e di finitura riconducibili ad una fase ancora più recente, presumibilmente riconducibile ai secoli XIX e XX.